# Nágocs
Nágocs è un comune dell'Ungheria di 704 abitanti (dati 2001) situata nella contea di Somogy, nell'Ungheria centro-occidentale.